# Benoît Chauvet
Benoît Chauvet (Vannes, 5 febbraio 1981) è un fondista francese.

## Biografia
In Coppa del Mondo ha esordito l'8 dicembre 2001 a Cogne (72°) e ha ottenuto il primo podio il 21 novembre 2004 a Gällivare (3°). Dal 2011 gareggia prevalentemente in Marathon Cup.
In carriera ha preso parte a un'edizione dei Campionati mondiali, Oberstdorf 2005 (45° nella sprint il miglior risultato).

## Palmarès

### Mondiali juniores
- 1 medaglia:
  - 1 bronzo (30 km a Szklarska Poręba 2001)

### Coppa del Mondo
- Miglior piazzamento in classifica generale: 122º nel 2009
- 1 podio (a squadre):
  - 1 terzo posto

### Marathon Cup
- Miglior piazzamento in classifica generale: 2º nel 2013 e nel 2014
- 3 podi:
  - 2 vittorie
  - 1 secondo posto

#### Marathon Cup - vittorie
| Data             | Gara             | Località       | Nazione | Spec.       |
| ---------------- | ---------------- | -------------- | ------- | ----------- |
| 13 febbraio 2011 | Transjurassienne | Lamoura/Mouthe | Francia | 40 km TL MS |
| 10 febbraio 2013 | Transjurassienne | Lamoura/Mouthe | Francia | 76 km TL MS |

Legenda:

TL = tecnica libera

MS = partenza in linea